# 創豪坊

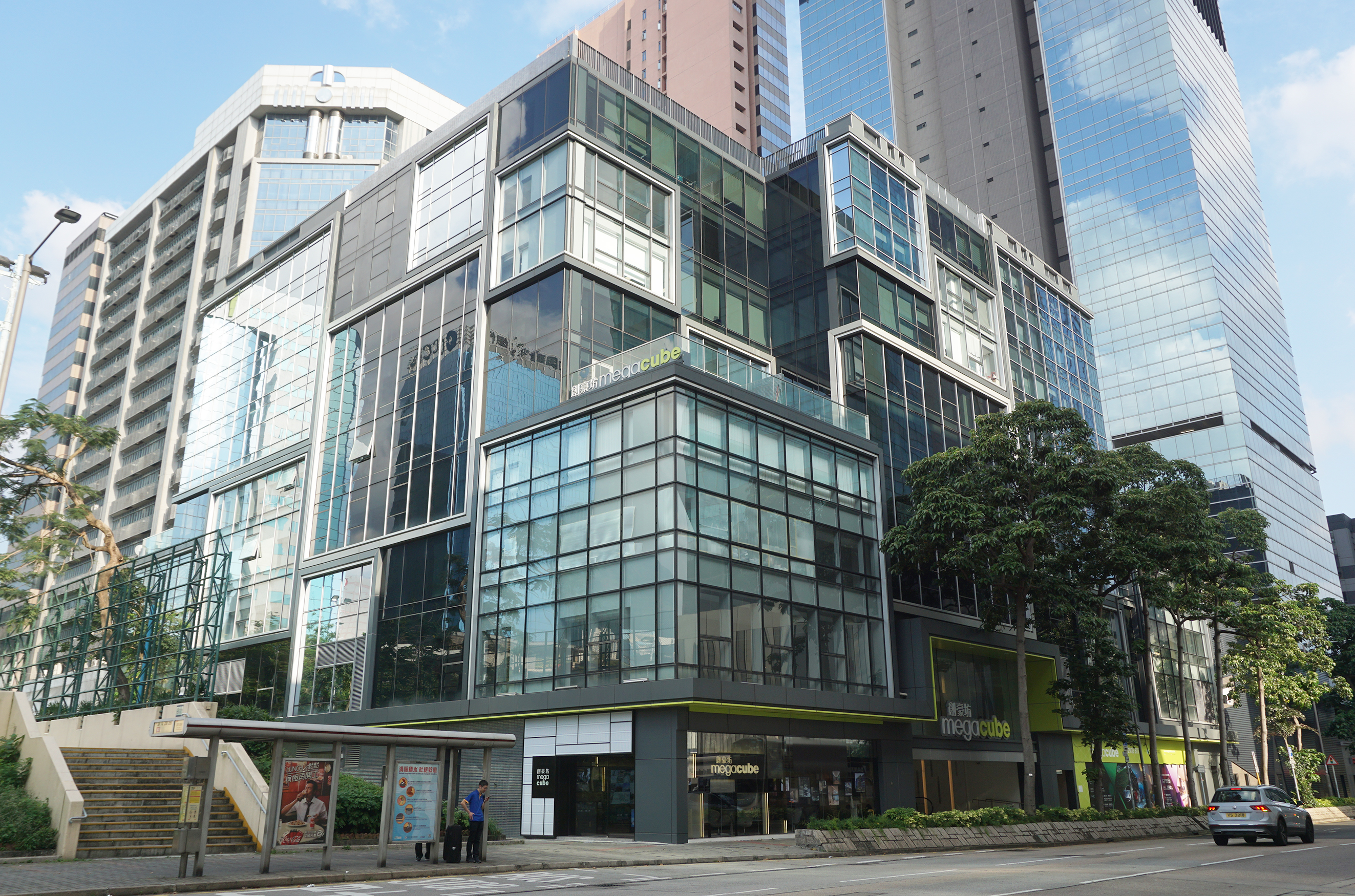
創豪坊

創豪坊（英語：megacube）位於香港九龍灣宏光道8號的商場及寫字樓項目，樓高9層。
創豪坊的前身是工廈巨昇中心。其後，恒基地產在活化工廈計劃下改建成創豪坊。2017年，恒基地產拆售創豪坊。創豪坊地庫是停車場及商鋪，地下及一樓設有商鋪，其餘樓層用作寫字樓。

## 外部連結
- 創豪坊網頁 （页面存档备份，存于）